# Freret
Pour les articles homonymes, voir Fréret.
Freret est un quartier de La Nouvelle-Orléans en Louisiane. La cité est située dans le district de Carrollton.

## Présentation
La petite cité résidentielle de Freret longe celle d'Audubon. Elle doit son nom en l'honneur d'une famille franco-louisianaise qui donna plusieurs personnalités célèbres, les architectes James Fréret (1838-1897) et William Alfred Fréret (1833-1911), et un maire de La Nouvelle-Orléans, William Fréret (1804-1864).
La superficie de Freret est de 0,5 km2. L'étendue de la commune forme un quadrilatère délimité par quatre artères, l'avenue Clairborne au Nord, l'avenue Napoléon à l'Est, la rue La Salle au Sud et l'avenue Jefferson à l'Ouest.
En 2016, la population s'élevait à 1 644 habitants.